# Dettagli della vita di Nikita Vorontsov
Podrobnosti žizni Nikity Vorontsova (Подробности жизни Никиты Воронцова), tradotto letteralmente "Dettagli della vita di Nikita Vorontsov", è un racconto lungo di Arkadij Strugatskij, pubblicato in URSS per la prima volta nel 1984, in due puntate sulla rivista Znanie-Sila (lett. "La conoscenza è forza"), sotto lo pseudonimo di S. Jaroslavtsev. Concepito già nei primi anni settanta, fu poi rielaborato a partire dal 1979.
In Italia è stato pubblicato da Leonardo editore nel 1991, con il titolo Particolari della vita di Nikita Voroncov, inserito nell'antologia Narratori della perestrojka. Nove racconti dall'Unione Sovietica di oggi, a cura di Sergej Zalygin

## Trama
(Arkadij e Boris Strugackij, Particolari della vita di Nikita Voroncov)
Giugno 1978: un investigatore della procura cittadina esibisce a un amico scrittore il diario di un certo Nikita Vorontsov, recentemente scomparso. Quanto trascritto è incredibile e paradossale. A quanto pare, Vorontsov vive ciclicamente all'infinito in un anello temporale di circa 40 anni. In particolare, alle ore 23,15 dell'08 giugno 1977 muore e si risveglia adolescente la notte tra il 6 e il 7 gennaio 1937, conservando intatti i propri ricordi. La storia si ripete, coi suoi lutti e le tragedie e Vorontsov si scontra con l'ineluttabilità degli eventi.

## Edizione italiana
- S. Jaroslavcev (Arkadij Strugackij), Particolari della vita di Nikita Voroncov (nella raccolta Narratori della perestrojka. Nove racconti dall'Unione Sovietica di oggi - a cura di Sergej Zalygin), traduzione di Luisa Agnese Dalla Fontana, Leonardo ed., 1991. ISBN 88-355-0151-2

## Edizioni all'estero
Molte le traduzioni. In occidente, vanno ricordate:
- l'edizione francese (Détails de la vie de Nikita Vorontsov) del 2008, nella raccolta Lunatique 1981. Les universe de l'imaginaire, ed. EONS. ISBN 9782754405003.
- l'edizione americana (The details of Nikita Vorontos's life), nella raccolta The new soviet fiction. Sixteen short stories compiled by Sergei Zalygin, ed. Abbeville Press, 1989, New York. ISBN 9780896598812.
- le varie edizioni tedesche (Aus dem Leben des Nikita Woronzow), tra cui la prima, del 1986 (nella raccolta Phantastische Zeiten, ed. Suhrkamp, a cura di Franz Rottensteiner, ISBN 9783518378076) e quella del 2011, nella raccolta Gesammelte Werke 3, ed. Wilhelm Heyne Verlag, Monaco. ISBN 9783453526853.